# 夏威夷鳥
夏威夷鳥（日語：アパパネ），是日本純種競賽馬匹。生涯活躍於一哩至中距離賽事，爲日本賽馬史上第三匹三冠雌馬，曾五奪一級賽冠軍。

## 出賽前
2007年4月20日出生於北海道安平町北部牧場，其所有權直接歸於母系之馬主金子真人旗下，馬主名義則登記爲其經營的公司金子真人控股。
其後交由美浦訓練中心練馬師國枝榮訓練。

## 競賽生涯

### 2歲
2009年7月5日出戰福島競馬場2歲新馬戰，由蛯名正義策騎，比賽途中雖然爬升至第一，但於直路上被對手超越下以第三完賽。
賽後其被發現球節腫脹而需要放草休養，調整過後於10月31日出戰2歲未勝利戰，比賽途中成功跑出穩定節奏，進入直路後保持速度奪首勝。
11月15日出戰條件赤松賞，於第16檔大外檔以緩慢的節奏起步，以第八的中團位置進入直路並抽出外檔。直路中段開始加速衝刺並輕鬆超越前方率先衝出的花開滿路，最終以獨走的狀態拋離後方2 1/2馬位、以破紀錄的1分34.5秒時間大勝。
於栗東訓練中心短暫調整後出戰阪神兩歲牝馬錦標，僅次於新潟兩歲錦標冠軍富士神明獲得第二人氣。比賽開始後，由於其再次處於最外檔的檔位，其並未奮力爭搶位置而是於中團位置追走。通過最後彎道時，由於較多馬匹採用抽出外檔望空的戰術，騎師蛯名指揮夏威夷鳥進佔較爲廣闊的內欄位置。進入直路後，其於內欄有利位置開始衝刺，追擊位於前方的活躍生命，最終超越對手下以1/2 馬位優勢奪得首個一級賽冠軍。

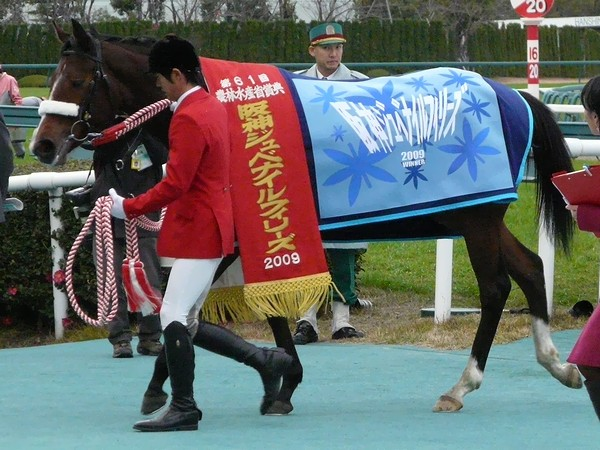
阪神兩歲牝馬錦標頒獎儀式

年末，由於其勇奪一級賽冠軍的優秀表現，於評選中以全票287票當選最佳2歲雌馬。

### 3歲
2010年3月6日出戰鬱金香賞作爲年度首戰，比賽途中保持於前方推進，進入直路後開始加速並於最後200米取得領先，可惜最後關頭被後方來襲的昇龍明月超越，最終以3/4馬位落敗。
4月11日出戰櫻花賞，成功壓過衆多對手以2.3倍獨贏賠率獲得第一人氣。比賽開始後，前方由王權櫻花帶頭領放，鑑於本日阪神競馬場先前的多場比賽均由先行馬匹取勝，加上節奏較爲緩慢，因而騎師蛯名有意識地將夏威夷鳥保持於約莫第四的位置推進。通過第四彎道時，其開始逐步加速並抽出外檔，進入直路後加速衝刺，最終成功於終點線前超越一路領先的王權櫻花、以1分33.2秒的破紀錄時間奪冠，亦爲練馬師國枝榮帶來首個經典賽優勝。

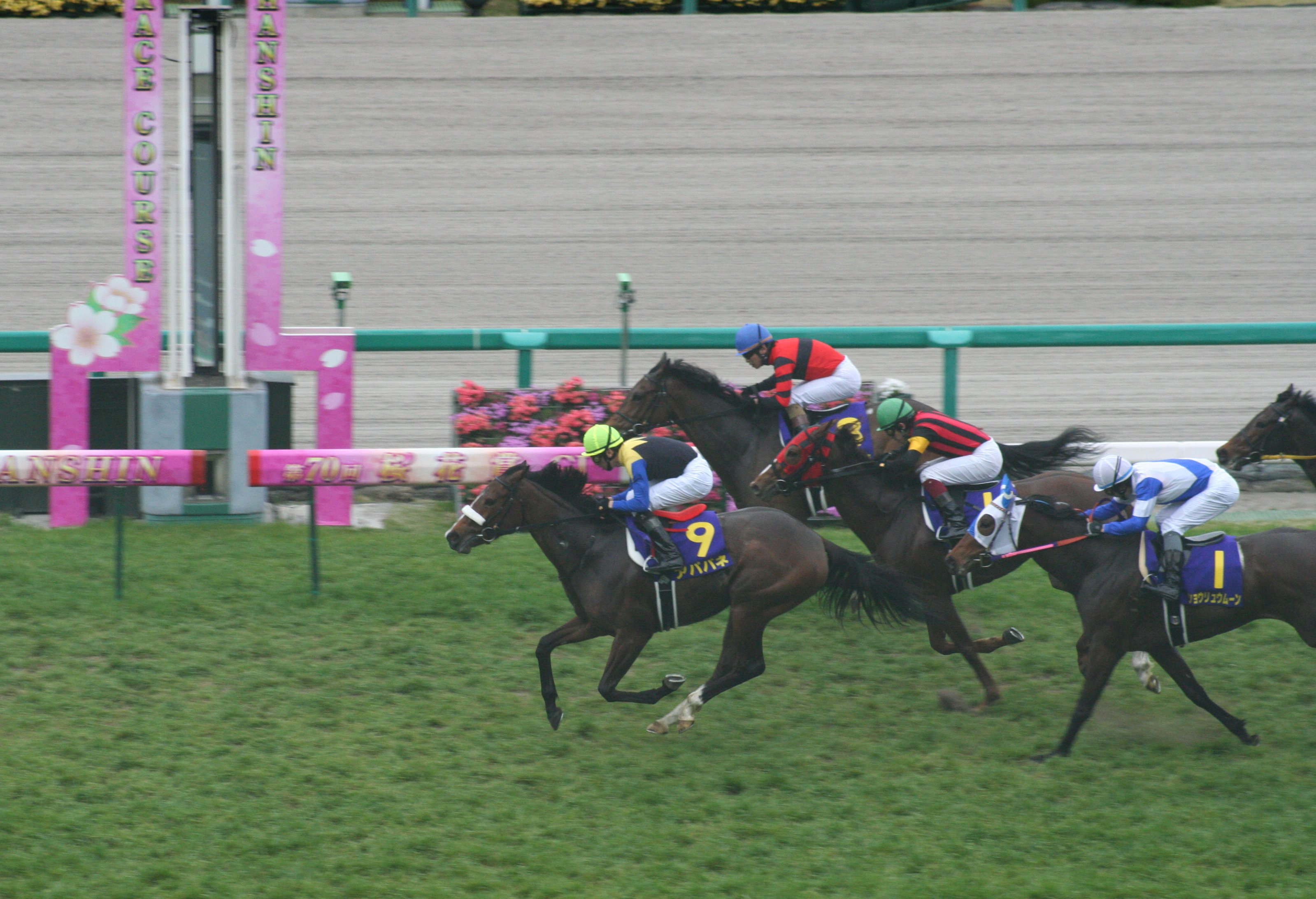
出戰櫻花賞的夏威夷鳥

贏得櫻花賞後，其返回美浦訓練中心作調整，於5月23日出戰優駿牝馬（日本橡樹大賽）。賽前陣營雖然對其距離適性有所疑慮，但於櫻花賞後其體態有明顯成長，身型亦逐漸變得可以適應較長距離賽事。比賽開始後，前方的妮瑪少女進行領放，而夏威夷鳥則於中團位置以慢速追走。通過最後彎道時候，其抽出大外檔望空加速，此時處於內欄位置的法國酒城亦隨即開始衝刺。直路中段，夏威夷鳥率先透出些少位置，但此時法國酒城開始二段加速並重新追上夏威夷鳥，最終兩駒一直鬥至終點線前，以平頭的姿態衝線。所有賽駒衝線過後，審議燈亦隨即亮起，經過大約15分鐘的照片判定，賽會最終判定兩駒爲平頭冠軍，均獲得此賽事的第一，是爲日本賽馬史上首次於中央一級賽出現平頭冠軍的情況。贏得優駿牝馬後，其爲繼上年度迷人景致後又一匹達成二冠的雌馬。

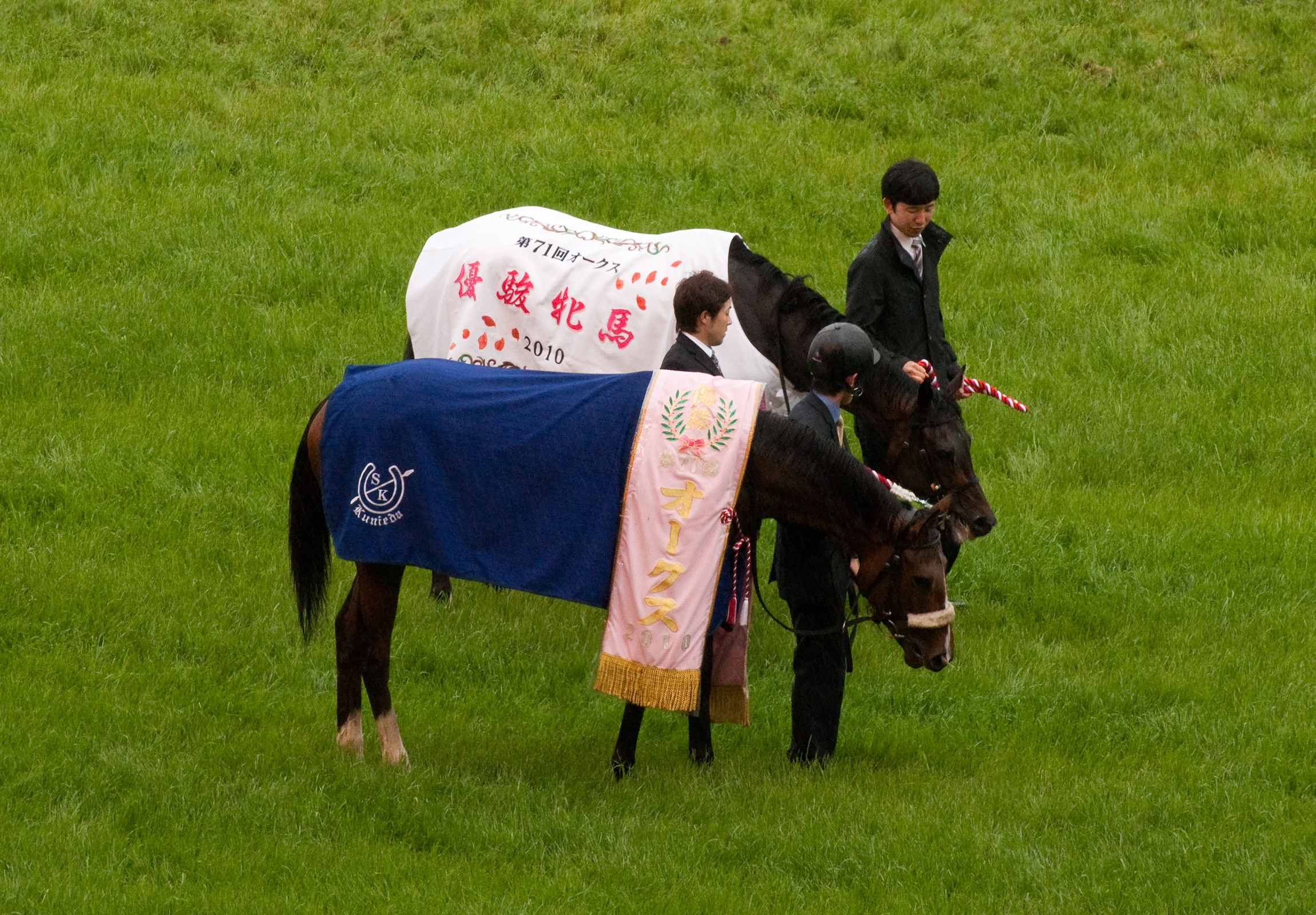
優駿牝馬頒獎儀式

短暫放草過後於9月19日出戰玫瑰錦標，比賽初段成功進佔先頭位置，並於直路上一度領先，但其後被活躍生命、野莓及重生超越獲得第四。
10月17日出戰秋華賞，成功壓過皇后錦標冠軍杏仁佳釀獲得第一人氣。比賽開始後，其於出閘時順利跑出，無視前方領放的愛麗舞步於中團靠後位置推進。通過第三彎道後開始抽出外檔加速，並於直路最後200米成功取得領先。最終於其繼續衝刺保持速度下，成功抵擋由內欄來襲的活躍生命獲得冠軍，成爲計目白山峰及愛如往昔後的第三匹三冠雌馬。

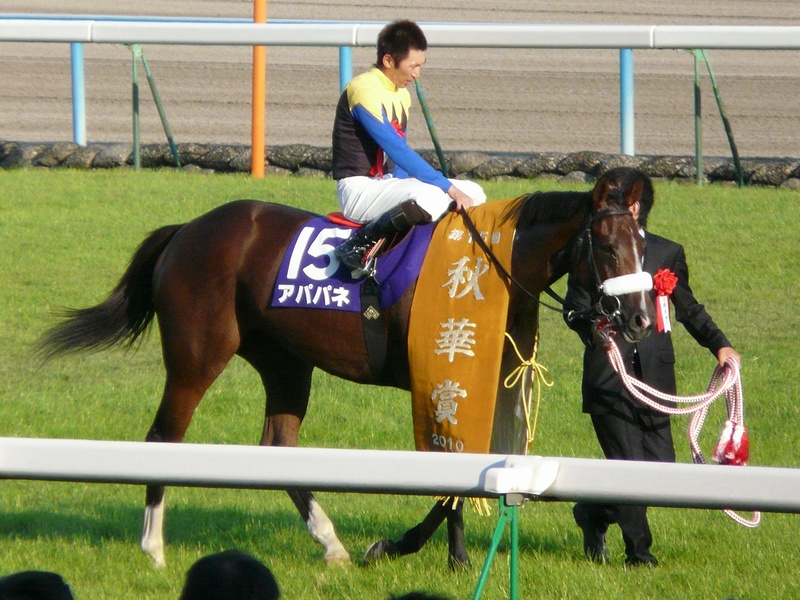
秋華賞頒獎儀式

其後出戰女皇伊利沙伯二世盃，即使面對年長馬匹，其仍然可以獲得第一人氣。比賽開始後，其於前方追走，進入直路後開始於外檔加速。但最終被名將巨鯨超越下更被一早處於前方的飛雪仙蹤拋離5馬位，以第三完賽。
年末，因其獲得雌馬三冠的殊榮，於評選中以近乎全票的284票當選最佳3歲雌馬，但於日本馬王評選中則大比數落敗於迷人景致。

### 4歲
2011年首戰原定爲中山紀念，但其後因爲發燒而避戰，最終轉戰讀賣盃下以第四完賽。
5月15日出戰維多利亞一哩賽，僅次於2009年兩冠雌馬迷人景致獲得第二人氣。比賽開始後，前方的王權櫻花快放，而其則於第九左右的位置推進。進入直路後，其於外檔位置加速成功超越前方馬匹，並於最後100米時取得領先，最終於其繼續加速保持優勢下，成功抵擋由大外檔位置追擊的迷人景致，以頸位以及破紀錄的1分31.9秒再次奪得一級賽冠軍。
但其後未能延續佳績，先於安田紀念以第六完賽，其後更於府中牝馬錦標以第十四大敗。
11月出戰女皇伊利沙伯二世盃再度負於飛雪仙蹤及Aventura，獲得季軍的成績。
其後陣營宣佈安排其遠征香港出戰香港一哩錦標，但最終以尾二的成績完賽。

### 5歲
2012年繼續現役，首戰爲阪神牝馬錦標，由於主戰騎師蛯名落馬受傷，本次比賽由岩田康誠代打策騎，但最終僅獲得第七。
5月13日以連霸爲目標出戰維多利亞一哩賽，但最終以第五落敗。
其後出戰安田紀念，因於直路上失速而以第十六大敗。
夏季放草後本來以女皇伊利沙伯二世盃爲目標，但於9月13日被診斷出右前腳患有肌腱炎，最終於陣營判斷下決定安排其退役。

### 詳細賽績
| 日期       | 舉辦國家 | 馬場 | 距離   | 級別 | 賽事名稱           | 負重 | 騎師     | 馬號 | 出馬 | 名次 | 時間    | 頭馬（二馬）    |
| ---------- | -------- | ---- | ------ | ---- | ------------------ | ---- | -------- | ---- | ---- | ---- | ------- | --------------- |
| 5/7/2009   | 日本     | 福島 | 草1800 |      | 2歲新馬            | 54   | 蛯名正義 | 8    | 16   | 3    | 1:51.5  | Lordship        |
| 31/10/2009 | 日本     | 東京 | 草1600 |      | 2歲未勝利          | 54   | 蛯名正義 | 3    | 14   | 1    | 1:35.9  | （Lo Grand）    |
| 15/11/2009 | 日本     | 東京 | 草1600 |      | 赤松賞             | 54   | 蛯名正義 | 16   | 16   | 1    | 1:34.5  | （花開滿路）    |
| 13/12/2009 | 日本     | 阪神 | 草1600 | JpnI | 阪神兩歲牝馬錦標   | 54   | 蛯名正義 | 18   | 18   | 1    | 1:34.9  | （活躍生命）    |
| 6/3/2010   | 日本     | 阪神 | 草1600 | GIII | 鬱金香賞           | 54   | 蛯名正義 | 16   | 16   | 2    | 1:36.2  | 昇龍明月        |
| 11/4/2010  | 日本     | 阪神 | 草1600 | GI   | 櫻花賞             | 55   | 蛯名正義 | 9    | 18   | 1    | 1:33.3  | （王權櫻花）    |
| 23/5/2010  | 日本     | 東京 | 草2400 | GI   | 優駿牝馬           | 55   | 蛯名正義 | 17   | 18   | 1    | 2:29.9  | （法國酒城）[a] |
| 19/9/2010  | 日本     | 阪神 | 草1800 | GII  | 玫瑰錦標           | 54   | 蛯名正義 | 5    | 12   | 4    | 1:46.0  | 活躍生命        |
| 17/10/2010 | 日本     | 京都 | 草2000 | GI   | 秋華賞             | 55   | 蛯名正義 | 15   | 18   | 1    | 1:58.4  | （活躍生命）    |
| 14/11/2010 | 日本     | 京都 | 草2200 | GI   | 女皇伊利沙伯二世盃 | 54   | 蛯名正義 | 5    | 17   | 3    | 2:13.5  | 飛雪仙蹤        |
| 17/4/2011  | 日本     | 阪神 | 草1600 | GII  | 讀賣盃             | 56   | 蛯名正義 | 18   | 18   | 4    | 1:32.8  | 國際高球        |
| 15/5/2011  | 日本     | 東京 | 草1600 | GI   | 維多利亞一哩賽     | 55   | 蛯名正義 | 16   | 17   | 1    | 1:31.9  | （迷人景致）    |
| 5/6/2011   | 日本     | 東京 | 草1600 | GI   | 安田紀念           | 56   | 蛯名正義 | 8    | 18   | 6    | 1:32.2  | 實際影響        |
| 16/10/2011 | 日本     | 東京 | 草1800 | GII  | 府中牝馬錦標       | 57   | 蛯名正義 | 4    | 16   | 14   | 1:47.8  | Italian Red     |
| 13/11/2011 | 日本     | 京都 | 草2200 | GI   | 女皇伊利沙伯二世盃 | 56   | 蛯名正義 | 4    | 18   | 3    | 2:11.8  | 飛雪仙蹤        |
| 11/12/2011 | 香港     | 沙田 | 草1600 | GI   | 香港一哩錦標       | 55.5 | 蛯名正義 | 14   | 14   | 13   | 1:35.41 | 步步穩          |
| 7/4/2012   | 日本     | 阪神 | 草1400 | GII  | 阪神牝馬錦標       | 56   | 岩田康誠 | 16   | 17   | 7    | 1:22.3  | Queen's Barn    |
| 13/5/2012  | 日本     | 東京 | 草1600 | GI   | 維多利亞一哩賽     | 55   | 蛯名正義 | 7    | 18   | 5    | 1:32.8  | 捕鯨之旅        |
| 3/6/2012   | 日本     | 東京 | 草1600 | GI   | 安田紀念           | 56   | 蛯名正義 | 10   | 18   | 16   | 1:32.6  | 強勁回報        |

a 其和此賽駒爲平頭冠軍

## 退役後
退役後，夏威夷鳥成爲了繁殖雌馬，於北海道安平町北部牧場休養，於2013年進行配種。首匹子嗣夏威夷航於2014年出生，可於2016年出賽，在2017年7月23日經已勝出中央的未勝利戰。2021年2月13日，赤鳥之女在皇后盃取勝，成爲首匹勝出分級賽的子嗣。10月17日，赤鳥之女於秋華賞取勝，成爲首匹勝出一級賽的夏威夷鳥子嗣。

### 主要子嗣

#### 一級賽優勝子嗣
粗體字為一級賽
- 赤鳥之女（皇后盃、秋華賞）

### 詳細繁殖資料
| 數目   | 馬名               | 出生年 | 性別 | 父系       | 練馬師         | 馬主         | 戰績                                                |
| ------ | ------------------ | ------ | ---- | ---------- | -------------- | ------------ | --------------------------------------------------- |
| 第一匹 | 夏威夷航           | 2014   | 雄   | 大震撼     | 美浦・國枝榮   | 金子真人控股 | 27戰4冠4亞3季（退役）                               |
| 第二匹 | 二公子             | 2015   | 雄   | 大震撼     | 美浦・堀宣行   | 金子真人控股 | 16戰4冠2亞2季（退役）                               |
|        | （未有血統書登錄） |        | 雄   | 大震撼     |                |              |                                                     |
| 第三匹 | 萊伯城鎮           | 2017   | 雄   | 大震撼     | 栗東・友道康夫 | 金子真人控股 | 29戰5冠2亞3季（現役）                               |
| 第四匹 | 赤鳥之女           | 2018   | 雌   | 大震撼     | 美浦・國枝榮   | 金子真人控股 | 8戰4冠1亞0季（退役・繁殖） 分級賽2勝、內含一級賽1勝 |
|        | （流產）           |        |      | 大震撼     |                |              |                                                     |
| 第五匹 | Aspaldiko          | 2020   | 雌   | Black Tide | 美浦・蛯名正義 | 金子真人控股 | 6戰1冠0亞0季（退役・繁殖）                          |
| 第六匹 | 觀鳥者             | 2021   | 雄   | Black Tide | 美浦・國枝榮   | 金子真人控股 | 10戰1冠0亞0季（現役）                               |
| 第七匹 | Amakihi            | 2022   | 雄   | Black Tide | 美浦・國枝榮   | 金子真人控股 | 4戰2冠0亞1季（現役）                                |
|        | （受胎失敗）       |        |      | Black Tide |                |              |                                                     |
| 第九匹 | 夏威夷鳥2024       | 2024   | 雄   | 豐收節     |                |              |                                                     |

## 血統簡介
父系夏威夷王爲日本賽駒，生涯戰績極爲優秀，僅得一戰未能獲勝，曾勝出一級賽NHK一哩賽及東京優駿（日本打吡），爲日本史上首匹贏得變則二冠的賽駒。祖父金滿寶爲美國生產的法國賽駒，曾三勝一級賽，亦爲近代著名種馬之一。
母系Salty Bid爲美國生產的日本賽駒，生涯雖只得三勝，但其兩場頭馬爲公開賽。外祖父Salt Lake爲美國賽駒，生涯戰績優秀，曾勝出一項一級賽及三項二級賽。

### 血統表
| 父線：金滿寶系（淘金者系）        |                            |                 |                |
| 種馬 夏威夷王 2001年（棗色）      | 金滿寶 1990年（棗色）      | 淘金者          | Raise a Native |
| 種馬 夏威夷王 2001年（棗色）      | 金滿寶 1990年（棗色）      | 淘金者          | Gold Digger    |
| 種馬 夏威夷王 2001年（棗色）      | 金滿寶 1990年（棗色）      | Miesque         | 雷利耶夫       |
| 種馬 夏威夷王 2001年（棗色）      | 金滿寶 1990年（棗色）      | Miesque         | Pasadoble      |
| 種馬 夏威夷王 2001年（棗色）      | Manfath 1991年（深棗色）   | 最後大官        | Try My Best    |
| 種馬 夏威夷王 2001年（棗色）      | Manfath 1991年（深棗色）   | 最後大官        | Mill Princess  |
| 種馬 夏威夷王 2001年（棗色）      | Manfath 1991年（深棗色）   | Pilot Bird      | Blakeney       |
| 種馬 夏威夷王 2001年（棗色）      | Manfath 1991年（深棗色）   | Pilot Bird      | The Dancer     |
| 繁殖雌馬 Salty Bid 2000年（栗色） | Salt Lake 1989年（棗色）   | Deputy Minister | Vice Regent    |
| 繁殖雌馬 Salty Bid 2000年（栗色） | Salt Lake 1989年（棗色）   | Deputy Minister | Mint Copy      |
| 繁殖雌馬 Salty Bid 2000年（栗色） | Salt Lake 1989年（棗色）   | Take Lady Anne  | Queen City Lad |
| 繁殖雌馬 Salty Bid 2000年（栗色） | Salt Lake 1989年（棗色）   | Take Lady Anne  | Lovita H.      |
| 繁殖雌馬 Salty Bid 2000年（栗色） | Piper Piper 1987年（栗色） | 精彩競投        | Bold Bidder    |
| 繁殖雌馬 Salty Bid 2000年（栗色） | Piper Piper 1987年（栗色） | 精彩競投        | Spectacular    |
| 繁殖雌馬 Salty Bid 2000年（栗色） | Piper Piper 1987年（栗色） | Alvarada        | Hard Work      |
| 繁殖雌馬 Salty Bid 2000年（栗色） | Piper Piper 1987年（栗色） | Alvarada        | Easterborn     |
| 雌系：Affection系（號族：9-f）    |                            |                 |                |
| 五代內近親交配：5×5×5             |                            |                 |                |

## 命名由來
名字Apapane（アパパネ）是棲息於夏威夷一帶的鳥類白臀蜜鳥，聯想自父系夏威夷王的名字，香港則取其所代表的意思，翻譯为「夏威夷鳥」。

## 外部連結
- 夏威夷鳥 netkeiba.com （页面存档备份，存于）
- 血統表 （页面存档备份，存于）